# Overbiel
Overbiel is een buurtschap in de Nederlandse gemeente Berkelland in de provincie Gelderland. Tot 1 januari 2005 behoorde het tot de gemeente Borculo. Het ligt even ten oosten van Borculo aan de weg naar Neede.
Hoofdplaats: Borculo       Dorpen: Beltrum · Eibergen · Geesteren · Gelselaar · Haarlo · Neede · Noordijk · Rekken · Rietmolen · Ruurlo

Buurtschappen: Avest · Brammelerbroek · Brinkmanshoek · Broeke · De Bruil · Dijkhoek · De Haar · Heure · Heurne (deels) · Holterhoek · Hoonte · De Horst · Hupsel · Kisveld · Kulsdom · Leo-Stichting · Lintvelde · Lochuizen · Loo · Mallem · Nederbiel · Noordijkerveld · Olden Eibergen · Oosterveld · Overbiel · Respelhoek · Ruwenhof · Schependom · Spilbroek · Veldhoek (deels) · Waterhoek · Zwilbroek

Voormalige gemeenten: Beltrum · Borculo · Eibergen · Geesteren · Neede · Ruurlo